# Кейн, Чарльз
Чарльз Кейн (англ. Charles L. Kane; род. 12 января 1963, Эрбана, штат Иллинойс, США) — американский физик, член Национальной академии наук США (2014). Лауреат многих престижных премий.
Предсказал квантовый спиновый эффект Холла и топологический изолятор.

## Награды и отличия
- Премия Еврофизика (2010)
- Медаль Дирака (2012)
- Премия Оливера Бакли (2012)
- Премия по фундаментальной физике (2013)
- Thomson Reuters Citation Laureate (2014)
- Медаль Бенджамина Франклина (2015)
- Мемориальные лекции Вейцмана (2016)
- BBVA Foundation Frontiers of Knowledge Award (2018)
- Премия по фундаментальной физике (2019)
- Медаль Джона Скотта (2019)